# Haut-Mauco
Haut-Mauco is een gemeente in het Franse departement Landes (regio Nouvelle-Aquitaine). De plaats maakt deel uit van het arrondissement Mont-de-Marsan. Haut-Mauco telde op 1 januari 2022 991 inwoners.

## Geografie
De oppervlakte van Haut-Mauco bedroeg op 1 januari 2022 18,64 vierkante kilometer; de bevolkingsdichtheid was toen 53,2 inwoners per km².

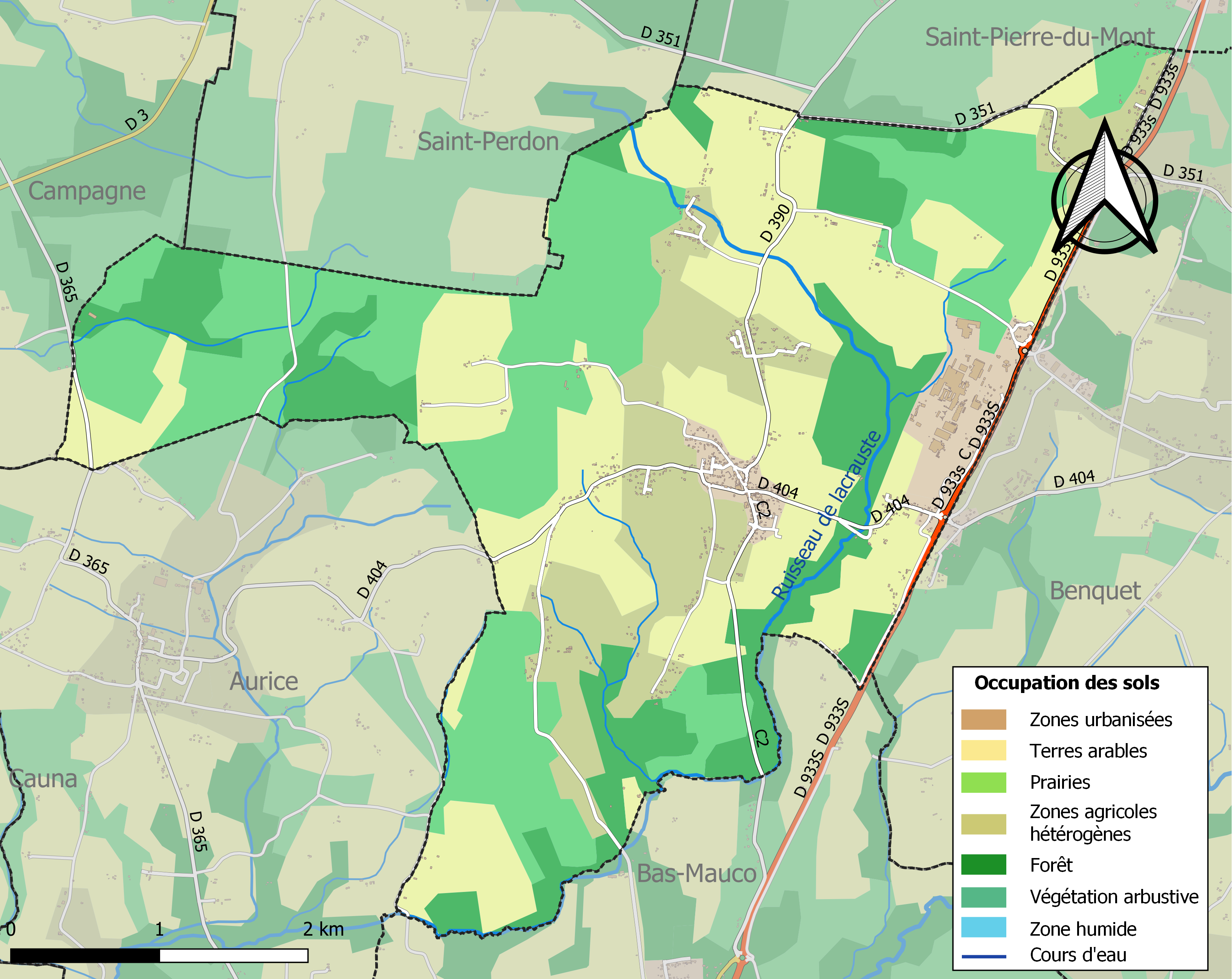
Kaart van de gemeente met de belangrijkste infrastructuur, bodemgebruik en omliggende gemeenten

## Demografie
Onderstaande figuur toont het verloop van het inwonertal (bron: INSEE-tellingen).